# جوليو سيزار
جوليو سيزار (بالبرتغالية: Júlio César Soares Espíndola) (مواليد 3 ديسمبر 1979 في ريو دي جانيرو) حارس مرمى برازيلي دولي معتزل لعب لنادي بنفيكا البرتغالي.
لعب سابقاً لأندية فلامينغو وإنتر ميلان وكييفو فيرونا وتورنتوعلى سبيل الإعارة من نادي كوينز بارك رينجرز.

## روابط خارجية
- جوليو سيزار على موقع الاتحاد الدولي (مؤرشف)  (الإنجليزية)
- جوليو سيزار على موقع الاتحاد الأوربي (الإنجليزية)
- جوليو سيزار على موقع الدوري الأمريكي (الإنجليزية)
- جوليو سيزار على موقع قاعدة بيانات كرة القدم.إي يو (الإنجليزية)
- جوليو سيزار على موقع ناشيونال فوتبول تيمز (الإنجليزية)
- جوليو سيزار على موقع Soccerbase.com (لاعب) (الإنجليزية)
- جوليو سيزار على موقع Soccerway.com (الإنجليزية)
- جوليو سيزار على موقع عالم كرة القدم.نت (الإنجليزية)
- جوليو سيزار على موقع أوليمبيديا (الإنجليزية)
- جوليو سيزار على موقع AS.com (الإسبانية)